# Demokratische Union (Österreich)
Die Demokratische Union Österreichs, meist nur Demokratische Union (DU) genannt, war eine österreichische Kleinpartei im besetzten Nachkriegsösterreich.

## Entstehung
Die DU wurde am 5. Dezember 1945 als Verein Demokratische Union, Unabhängige Vereinigung für den Wiederaufbau Österreichs gegründet. Diese Rechtsform wurde gewählt, da von den Alliierten anfangs nur die vier Parteien SPÖ, ÖVP, KPÖ und DPÖ zugelassen waren. Die Gründungsmitglieder der DU kamen aus einer Gruppe bürgerlicher Widerstandskämpfer, die sich von der ÖVP nicht anerkannt fühlten, wie Raoul Bumballa und Karl Rössel-Majdan. Durch außenpolitische Standpunkte, die der Sowjetunion zusagten, setzte sich diese in den alliierten Gremien Allied Council und Executive Comitee für die Zulassung der DU als Partei ein. Mit dem Bundesgesetz vom 18. Mai 1949 konnten sich neue Parteien bilden, was die DU sofort nutzte, um sich zur Partei Demokratische Union Österreichs zu erklären.

## Programm
Im ersten Programm wandte man sich gegen Anarchie, Kapitalismus und Bürokratie sowie gegen Kartelle und Protektionismus. Man setzte sich für die Etablierung einer Weltwirtschaftsorganisation ein und für die Verstaatlichung von Schlüsselindustrien. Im sozialen Bereich wurden Alters-, Invaliditäts-, Witwen- und Kriegspensionen gefordert, gesetzliche Maßnahmen gegen Antisemitismus, Entpolitisierung der öffentlichen Verwaltung, kostenloser Universitätszugang für Unterprivilegierte, ein modernes Scheidungsrecht und die Trennung von Kirche und Staat. 1948 kamen außenpolitische Punkte dazu: Es wurden eine strikte Neutralität und der Ausbau des Osthandels gefordert.
1949 wurde ein Wahlprogramm präsentiert, das vor allem die Wirtschaftspolitik der Regierung mit ihrer Orientierung nach Westen und damit auch den Marshallplan kritisierte, aber auch den Militarismus und einen Mangel an Demokratie durch die regierenden Parteien ankreidete. Man forderte wirtschaftspolitisch eine staatliche Kreditlenkung, Hartwährungspolitik und Budgetkonsolidierung.

## Wahlen
Am 1. August 1949 wurde Josef Dobretsberger zum Parteiobmann gewählt. Durch den bekannten Hochschullehrer mit Regierungserfahrung hoffte man viele Unterstützer zu gewinnen. Bei der Nationalratswahl im Oktober 1949 stimmten allerdings nur 0,29 Prozent für die Partei, und auch bei den Landtagswahlen in diesem Jahr wurden nirgends mehr als 0,6 Prozent der Stimmen erzielt. Das schlechte Abschneiden lag zum Teil an von der ÖVP und dem Verband der Unabhängigen (VdU) lancierten Gerüchten, die DU wäre von der Sowjetunion finanziert, während einige SPÖ-Parlamentarier Dobretsberger als „Heimwehrfaschisten“ bezeichneten.
Bei den nächsten Wahlen 1953 trat die DU in einem als „Volksopposition“ bezeichneten Wahlbündnis mit der KPÖ und der Sozialistischen Arbeiterpartei (SAP) an. Dieses Bündnis war tatsächlich von der sowjetischen Besatzungsmacht unterstützt, sie hoffte dadurch eine nationale Einheitsfront zu etablieren, mit der man Österreich in einen sozialistischen Staat überführen könnte. In dieser Phantasie sollte die DU mittelfristig die ÖVP ablösen und die SAP die SPÖ. Die KPÖ wurde über diese Pläne auch in Kenntnis gesetzt. In den Besatzungs-Organen Österreichische Zeitung und Welt-Illustrierte wurde eine Pressekampagne für die Volksopposition betrieben. Schließlich konnte das Bündnis bei der Wahl 5,28 Prozent der Stimmen und damit vier Mandate gewinnen, ein – gemessen an der Unterstützung – für die Sowjetunion enttäuschendes Resultat. Von den vier Mandaten ging keines an Dobretsberger und die Partei verlor immer mehr an Bedeutung.
Der aufgrund der Teilnahme am Wahlbündnis folgende Verlust von Anhängern und Anschuldigungen durch die politischen Gegner, „Kryptokommunisten“ zu sein, beschleunigte den Zerfall der Demokratischen Union. Bei der Nationalratswahl 1956 nahm sie nicht mehr teil.
Bis Juni 1948 war das Parteiorgan die Zeitung „Echo“, ab Juni 1949 erschien das Nachfolgeorgan „Union“. Seine Einstellung 1957 markierte de facto das Ende der Demokratischen Union.

## Belege
1. ↑  Bundesgesetz vom 18. Mai 1949 über die Wahl des Nationalrates (Nationalrats-Wahlordnung). In: BGBl. Nr. 129/1949. Wien 27. Juni 1949 (Online [PDF; 2,7 MB; abgerufen am 21. August 2021] auf der Website des Bundeskanzleramts).
2. ↑  Andreas P. Pittler: Kleinstparteien: Karpfen im Hechtteich. In: Wiener Zeitung. 19. Oktober 1999, abgerufen am 8. August 2018.
3. ↑  Nationalratswahl vom 9. Oktober 1949. Bundesministerium für Inneres, abgerufen am 3. November 2017.
4. 1 2  Wolfgang Mueller: Die sowjetische Besatzung in Österreich 1945–1955 und ihre politische Mission. Böhlau, Wien 2005, ISBN 978-3-205-77399-3, S. 222–232 (eingeschränkte Vorschau in der Google-Buchsuche).
5. ↑  Nationalratswahl vom 22. Februar 1953. Bundesministerium für Inneres, abgerufen am 3. November 2017.